# 4.ª Delegacia Auxiliar

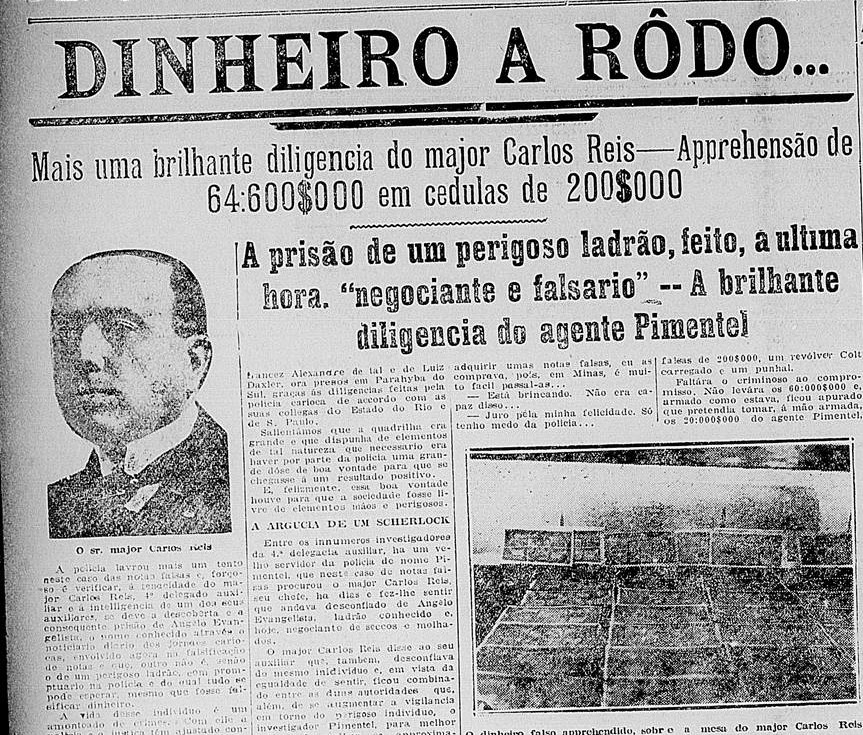
Notícia sobre a apreensão de notas falsas pelo major Carlos Reis, 4.° delegado auxiliar, em junho de 1924

A 4.ª Delegacia Auxiliar da Polícia Civil do Distrito Federal foi uma repartição de polícia política e investigativa brasileira existente no Rio de Janeiro de 1922 a 1933. Operava do Prédio da Polícia Central, subordinava-se ao Chefe de Polícia do Distrito Federal e ao Ministério da Justiça e era orientada politicamente pela Casa Militar da Presidência da República. Sua jurisdição limitava-se ao Distrito Federal, mas seus investigadores podiam atuar nos estados e mesmo no exterior. Sucedendo a Inspetoria de Investigação e Segurança Pública, de 1920, e antecedendo a Delegacia Especial de Segurança Política e Social (DESPS), de 1933, a 4.ª Delegacia foi precursora do DOPS carioca e inspiração para organizações congêneres em outros estados.
Contava com um corpo policial especializado, destacando-se das outras delegacias auxiliares e das delegacias de bairro. Três de suas seções — Ordem Social e Segurança Pública, Segurança Política e Fiscalização de Explosivos, Armas e Munições — tinham atribuições de polícia política, que não era a única missão da 4.ª Delegacia. O monitoramento de grupos políticos não era novo na polícia, mas sua institucionalização era recente. Sua principal atividade era a produção de informações através de agentes infiltrados, informantes, escutas telefônicas e espionagem nas ruas, no trabalho e na casa dos suspeitos. O resultado era um grande volume de relatórios e estatísticas, sistematicamente compartilhadas com outros órgãos do Estado. Seus agentes também efetuavam prisões e suas instalações recebiam os detidos antes de sua transferência a presídios, de onde podiam ser desterrados da capital.
O motivo imediato para sua criação foi o tenentismo, que demandava uma entidade para proteger os governantes da Primeira República contra uma série de conspirações militares. Graças à polícia política, muitas foram desmanteladas antes de se tornarem revoltas. Reorganizações policiais semelhantes ocorriam em outros países em resposta às revoluções de 1917–1923. Militares, figuras da elite política, anarquistas, comunistas e criminosos comuns foram alvos dos agentes da 4.ª Delegacia. O delegado na maior parte do longo estado de sítio no governo Artur Bernardes (1922–1926) foi o major Carlos Reis, sob o qual as prisões estiveram lotadas e a polícia foi acusada da morte e tortura de presos, famosamente no caso Conrado Niemeyer. Antes e durante a Revolução Constitucionalista de 1932, a 4.ª Delegacia perseguiu conspiradores e propagandistas contrários ao governo de Getúlio Vargas.

## Criação
O presidente Artur Bernardes assinou um decreto de reorganização da Polícia Civil do Distrito Federal em 20 de novembro de 1922, cinco dias após sua posse. Entre outras medidas, o decreto aboliu a restrição de que a Chefia de Polícia só poderia ser ocupada por bacharéis em Direito, subordinou os Gabinetes de Identificação e Estatística, Serviço Médico Legal e Investigações e Capturas ao Ministério da Justiça e Negócios Interiores, previu a criação de uma Escola de Polícia Civil e transformou a Inspetoria de Investigação e Segurança Pública na 4.ª Delegacia Auxiliar.
A Inspetoria de Investigação e Segurança Pública, criada em 1920, na administração de Epitácio Pessoa, foi o primeiro órgão policial oficialmente criado para preservar o regime político. Sua principal seção era a de Ordem Social e Segurança Pública, subordinada diretamente ao inspetor, ao contrário das outras, que respondiam a três subinspetores. A seção já existia no órgão antecessor à Inspetoria, o Corpo de Investigação e Segurança Pública. Informar os governantes sobre opositores políticos é um trabalho de polícia antigo, mas demorou a ser formalizado no Brasil. A expressão "polícia política" aparece na legislação pela primeira vez em 1900, como uma atribuição do Chefe de Polícia, inexistindo, portanto, uma organização específica.
Inicialmente pequena, com um comissário e sete agentes em 1917, a seção de Ordem Social e Segurança Pública cresceu continuamente em importância. A agitação anarcossindicalista no meio operário chegava ao seu auge nas greves de 1917–1919, e as atividades de polícia política desenvolveram-se primeiro para monitorar esse meio e depois expandiram-se aos oposicionistas de elite. No exterior, os principais países europeus organizavam polícias políticas em reação às revoluções de 1917–1923. A reorganização da segurança do Estado era tendência internacional, concretizada em conferências e acordos internacionais de polícia. Em 29 de fevereiro de 1920, dois dias após o regulamento da Inspetoria ser publicado no Diário Oficial da União, o Brasil assinou com a Argentina, Bolívia, Chile, Paraguai, Uruguai e Peru um tratado, no âmbito da Liga das Nações, de troca de informações sobre os "feitos anárquicos". Mais tarde, em 1926, o 4.° delegado auxiliar viajou à Suíça, Alemanha, França e outros países europeus em missão do Ministério da Justiça, observando as medidas das polícias locais contra o comunismo.
A reorganização policial respondia a duas demandas: modernizar a instituição e proteger os detentores do poder político. Ela representava uma tendência à especialização, e portanto, crescimento das seções da Polícia Central em detrimento das delegacias de bairro No campo político, revoltas militares motivaram a institucionalização da polícia política. A primeira, a Revolta dos 18 do Forte de 5 de julho de 1922, tentou impedir a posse de Bernardes e, embora sufocada, inaugurou um movimento militar contra o regime vigente, o tenentismo. Enquanto os anarquistas podiam fazer greves e atentados a bomba, os tenentistas manejavam armamento pesado. No mesmo ano também surgia outro grupo contrário ao regime, o Partido Comunista. A verba para a instalação da delegacia foi disponibilizada em janeiro de 1923 no orçamento do Ministério da Justiça. Conforme a lei, a 4.ª Delegacia receberia o "necessário crédito", ao contrário da maior parte dos órgãos governamentais, que, diante da crise econômica, teriam dotações fixas.
A 4.ª Delegacia serviu de modelo para organizações congêneres nos estados. São Paulo criou em 1924 a Delegacia de Ordem Política e Social, cuja sigla — DOPS — tornar-se-ia emblemática desses órgãos. Minas Gerais criou o Serviço de Investigações da Polícia Civil em 1927. Uma de suas delegacias era a Delegacia de Segurança Pessoal e Ordem Política e Social, cujas atribuições eram muito parecidas com as da 4.ª Delegacia Auxiliar. Entretanto, o governo federal, criador da 4.ª Delegacia no Distrito Federal, não atuou ativamente na estruturação dos órgãos estaduais.

## Organização

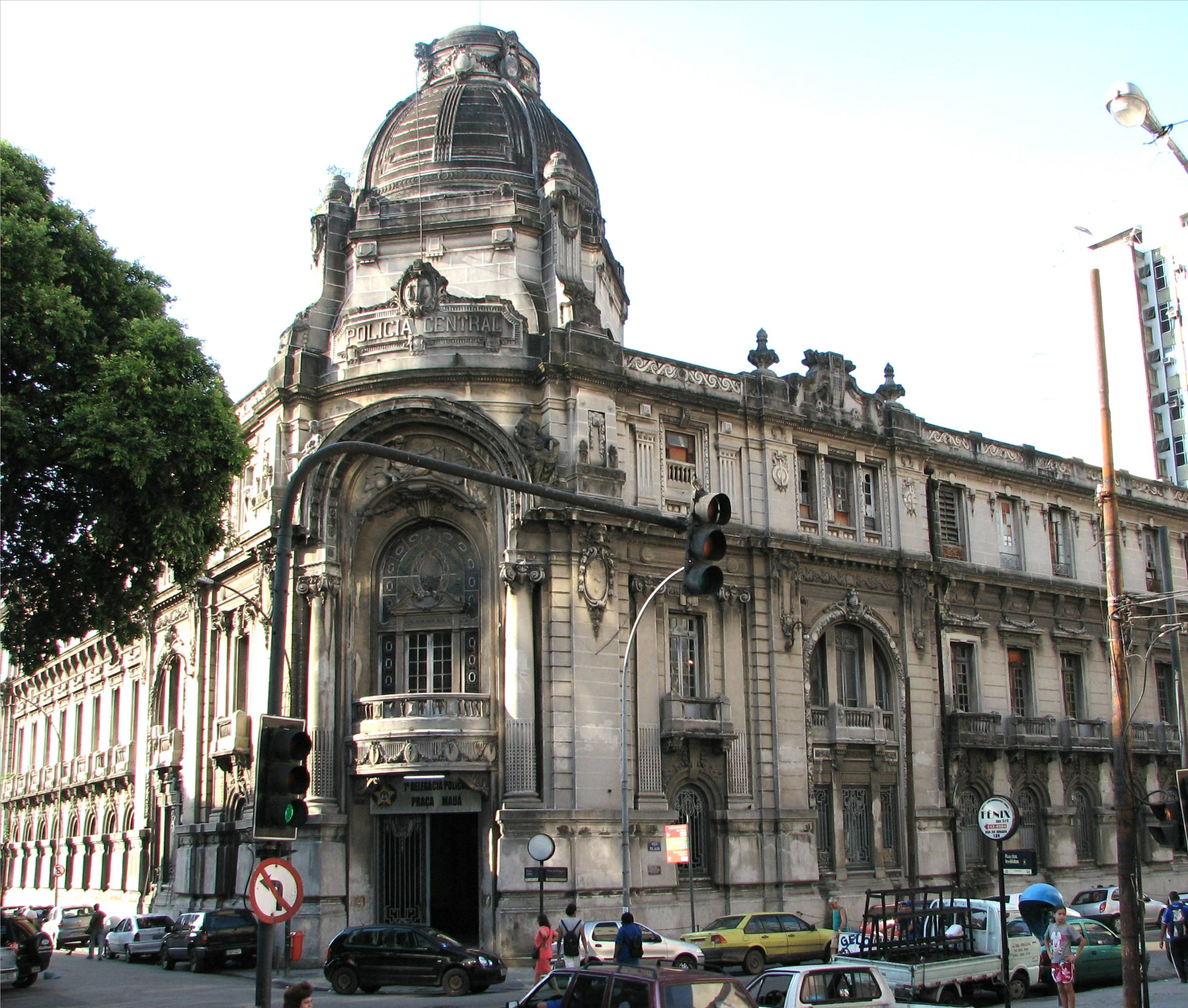
Prédio da Polícia Central

A 4.ª Delegacia operava a partir do Prédio da Polícia Central, onde também estava o gabinete do Chefe de Polícia, autoridade máxima da segurança pública no Distrito Federal. Os delegados auxiliares eram nomeados pelo Chefe de Polícia, que, por sua vez, era nomeado pelo Presidente da República. Os outros três delegados auxiliares precisavam ser advogados, mas o 4.° delegado podia ser escolhido entre os oficiais da Polícia Militar. Era importante também que fosse de conhecida lealdade ao governo. Sua orientação política era recebida da Casa Militar da Presidência da República.
Um corpo de pessoal especializado e distinto dos demais policiais desenvolveu-se na Inspetoria e depois na 4.ª Delegacia. Relatórios dos chefes de polícia no período de 1923–1930 chegam a mencionar uma "proeminência excessiva" da 4.ª Delegacia e seus investigadores. A intensidade, importância e complexidade de suas atividades destacava-a das outras três delegacias auxiliares. O relatório de 1932 ressaltou que ela "tem o seu movimento consideravelmente maior que o das outras, em consequência da importância e da complexidade dos muitos serviços que lhe estão entregues". Leis e decretos revelam pouco de sua dinâmica interna. Os relatórios produzidos pela própria delegacia são mais informativos, pois sua organização desenvolveu-se por decisões do Chefe de Polícia e do delegado.
A 4.ª Delegacia herdou da Inspetoria de Investigação e Segurança Pública uma estrutura de oito seções: Expediente, Arquivo Geral e Informações, Ordem Social e Segurança Pública, Segurança Pessoal e Leis Especiais, Propriedade Pública e Particular, Defraudações e Falsificações, Vigilância Geral e Transporte e Capturas. Uma Seção de Fiscalização de Explosivos, Armas e Munições aparece nos documentos a partir de 1925, e outra de Segurança Política em 1932, enquanto as seções de Vigilância Geral e Transporte e de Capturas desaparecem até 1932. Um cartório pode ser observado a partir de 1925.
O decreto de criação da 4.ª Delegacia não alterava as atribuições ou grau de autonomia da extinta Inspetoria. Sua novidade era a "rotina de sistematização e intercâmbio de informações para nortear a agenda de segurança", dando grande cuidado à produção e armazenamento dos relatórios e estatísticas. A Seção de Arquivo trocava informações com os Gabinetes de Identificação nacionais e internacionais, e três das seções (Ordem Social e Segurança Pública, Fiscalização de Explosivos, Armas e Munições e Segurança Política) tinham arquivos independentes do arquivo central.
Nem todas as atribuições tinham natureza política. As seções com função específica de polícia política eram as de Ordem Social e Segurança Pública, Segurança Política e Fiscalização de Explosivos, Armas e Munições. Apesar da existência da Seção de Segurança Política, a Seção de Ordem Social também tratava de questões políticas. Nessa divisão de tarefas, o acompanhamento do "movimento trabalhista, das classes operárias e suas associações" era considerado questão social, não política. A Seção de Ordem Social e Segurança Pública tinha como objetivo zelar "pela existência política e segurança interna da República, empregar os meios preventivos à manutenção da ordem, assegurar o livre exercício dos direitos individuais, desenvolver a máxima vigilância contra as manifestações ou modalidades anárquicas e agir prontamente com relação à expulsão de estrangeiros perigosos".
Passada uma década da criação, o desenvolvimento da polícia política já era uma realidade, mas seus agentes ainda não haviam sido separados do trabalho policial rotineiro. Isto só ocorreu em 1933, quando a 4.ª Delegacia Auxiliar foi substituída pela Delegacia Especial de Segurança Política e Social (DESPS), que era exclusivamente voltada à função de polícia política. O desenvolvimento da polícia política prosseguiu, incentivado pela centralização do poder sob Getúlio Vargas e a reação às revoltas político-ideológicas contra sua administração. A DESPS transformou-se numa série de outros órgãos, e após a transferência da capital para Brasília, tornou-se o DOPS do estado da Guanabara.

## Atividades
A subordinação ao ministro da Justiça e ao presidente da República tornavam a 4.ª Delegacia um órgão federal, mas sua jurisdição era efetivamente o Distrito Federal. O sistema político federalista permitiu que outros estados desenvolvessem seus próprios departamentos, pois uma polícia política nacional seria uma ameaça aos estados. Ainda assim, os investigadores da 4.ª Delegacia agiam em qualquer estado e mesmo no exterior. Nos anos 1920 a delegacia passou a cooperar com instituições de fora da capital, especialmente em São Paulo, e na década seguinte estabeleceu "Gabinetes de Identificação" em outros órgãos policiais para trocar informações.
A ascensão da polícia política perturbou a rotina e criou uma certa competição com os policiais das delegacias de bairro. Vizinhos denunciavam-se por falar mal das autoridades ou por rixas comuns com roupagens políticas. Novos tipos de presos e autoridades apareciam nas delegacias. Os problemas políticos, afora nos momentos de maior tensão, não eram escritos nos livros de registro.
O primeiro delegado foi o major Carlos da Silva Reis, apelidado de "major Metralha" e considerado um "indivíduo de sangue frio e politicamente habilidoso", engajado na repressão ao tenentismo e anarquismo. Ele respondia ao Chefe de Polícia Carneiro da Fontoura. Seu período no cargo coincidiu com a vigência duradoura do estado de sítio, que conferia amplos poderes ao Chefe de Polícia. O temor das conspirações era tamanho que em 17 de setembro de 1925, o próprio Carlos Reis foi intimado a prestar depoimento devido a uma viagem que fizera a São Paulo em companhia do major do Exército Thiago Barroso. Quatro dias depois, ele havia sido substituído por Francisco Chagas.
Em abril de 1926, o perigo tenentista afastava-se e o Chefe de Polícia e 4.° Delegado Auxiliar foram substituídos. O novo delegado era o tenente-coronel Bandeira de Melo, que criticava a gestão anterior: "a polícia política entre nós causou uma quase completa paralisia do verdadeiro trabalho de investigação, e teve o efeito de relaxar a disciplina". Ele distinguia entre as investigações política e criminal e argumentava que a primeira era inadequada e ineficaz, pois os agentes policiais não tinham as conexões para se infiltrar nas conspirações contra o governo. Em seis meses, 33 agentes foram demitidos por questões disciplinares, e o delegado anunciava que 44% dos casos criminais haviam sido resolvidos. No governo Washington Luís (1926–1930) o estado de sítio chegou ao fim e centenas de prisioneiros foram liberados. Mas o trabalho político continuou, agora focando nos comunistas.
Em 1923 a delegacia fez o levantamento dos antecedentes de 16 mil suspeitos de crimes políticos. Estatísticas sobre a Seção de Ordem Política e Social aparecem pela primeira vez nos relatórios anuais da Chefia de Polícia em 1927 a 1928. Neste período a polícia abriu dossiês sobre 2 249 questões políticas e sociais, 1 231 sociedades recreativas e 144 associações de classe, realizou 1 750 prisões (das quais apenas 92 foram em 1928), policiou 125 "greves fracassadas", 195 conferências e 160 meetings e fez 461 ações de vigilância secreta. Em 1927 ela fichou 220 locais de vendas de explosivos, armas e munições. Ao longo de 1932, realizaram-se 555 serviços de observações reservadas (campanas), 535 diligências, 215 serviços de garantia, 84 investigações, 113 buscas e apreensões, 348 rondas e 413 intimações. Segundo o relatório, este volume de trabalho sobrecarregava o reduzido quadro de funcionários.

### Investigação
Nos documentos produzidos pela 4.ª Delegacia, a principal atividade que ela desenvolve é a produção de inteligência. Através da espionagem, denúncias e inquéritos policiais, o Estado traçou e até antecipou movimentos políticos, militares e operários. Uma de suas atividades rotineiras era a "campana", o acompanhamento de indivíduos, cujos passos podiam ser traçados nas ruas, lojas, trabalho e casa.  O tempo de suas interlocuções, os números de telefones de suas ligações, os números de placas de automóveis e a existência de malas e valises estão entre as informações coletadas, permitindo identificar as redes dos atores espionados. Outro instrumento era a escuta telefônica. Nos sindicatos e associações operárias, a 4.ª Delegacia infiltrava agentes e cooptava delatores.
Um exemplo de indivíduo monitorado foi o ex-presidente Nilo Peçanha, líder da Reação Republicana e concorrente de Bernardes na eleição de 1922:

Dia 5 para o dia 6 [de março de 1924]
[...] O Sr. Nilo Peçanha, residente à rua Almirante Tamandaré nº20, foi visitado durante a manhã pelo Sr. General José Ribeiro Pereira e um cavaleiro passageiro do auto de praça nº6561. Às 19 horas recebeu visita do Sr. Mauricio de Medeiros e às 20:10 foi visitado por dois senhores que o investigador não conhece [...]
Dia 6 para o dia 7 [de março de 1924]
[...] O Sr. Nilo Peçanha, residente à rua Almirante Tamandaré nº20, foi visitado ás 9 horas pelo General José Ribeiro Pereira e 2 senhores que o investigador não conhece. O General retirou-se às 9:40. À tarde, recebeu a visita dos srs. Arthur Costa, Modesto Leal, João Lourenço e dois indivíduos e às 19 horas foi visitado pelo Sr. Manoel Reis e novamente pelo Sr. Arthur Costa.

Até o marechal Fontoura teve sua casa vigiada após sua destituição do cargo de Chefe de Polícia. Os militares eram uma categoria particularmente difícil de vigiar, e vários militares foram cooptados como informantes. Carneiro da Fontoura agregou à delegacia um conjunto de sargentos que agiam clandestinamente, como se fossem agentes civis. Os "secretas" monitoravam os oficiais simpatizantes ao tenentismo, que sabotavam o combate à Coluna Prestes.
O ponto de encontro dos espionados normalmente estava no centro do Rio de Janeiro, como na "Avenida" (atual Avenida Rio Branco), Rua da Assembleia, Rua Gonçalves Dias, Rua do Ouvidor, Largos de São Francisco e da Carioca, Rua Uruguaiana, Confeitaria Colombo, Café Papagaio, Passeio Público e casa de Nilo Peçanha. O serviço de "vigilância" contra o tenentismo era conduzido nas vizinhanças de unidades do Exército, como a Avenida Pedro Ivo, Praça da República e Praia Vermelha. Uma ronda de automóvel operava ao redor da Estrada de Ferro Central do Brasil, usada diariamente pelos militares no trajeto de suas casas ao trabalho.

### Prisões

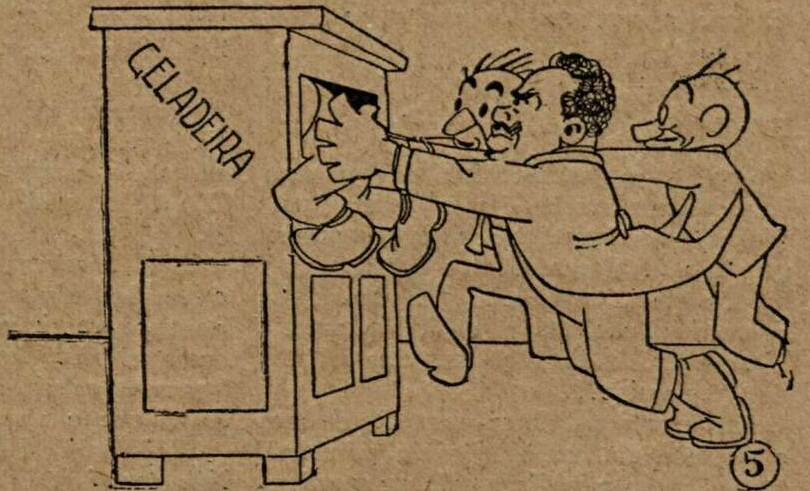
"Se o convidado não tivesse nada a declarar, recolhiam-no a um quarto confortavelmente mobiliado onde passava noites agradáveis e, sobretudo, muito frescas". Sátira na revista O Malho.

A 4.ª Delegacia também praticava a coerção e coação, prendendo diversos alvos, que eram rapidamente transferidos à Polícia Central. Um dos presos mais chamativos nesse local foi José Carlos de Macedo Soares, presidente da Associação Comercial de São Paulo, intimado a depor sob acusação de ter colaborado com a Revolta Paulista de 1924. Em consequência da Revolução Constitucionalista de 1932, políticos ilustres como Artur Bernardes e Borges de Medeiros passaram pela delegacia. Conforme um relatório de 1932, uma apuração inicial determinava se um indivíduo seria preso, e uma segunda apuração enquanto preso provava sua culpabilidade ou permitia sua liberação. Dessa forma, a "prisão preventiva" era costume.
Durante o estado de sítio do governo Bernardes, prisões maciças sem inquérito confundiram a fronteira entre a chefatura de polícia e a delegacia. Os alvos não eram apenas políticos, mas incluíam criminosos comuns e cidadãos desafortunados pegos em determinadas ruas e horários. O Rio de Janeiro teve a maior concentração de presos políticos do país. A Polícia Central era o centro geográfico desse sistema prisional. Ao chegar, os presos eram normalmente fichados pela seção de Ordem Social da 4.ª Delegacia. Bandidos notórios e/ou com antecedentes criminais prosseguiam diretamente à carceragem.
Os presos de destino incerto aguardavam na "geladeira". Esta era uma sala pequena, contaminada de pragas de insetos e parasitas, que chegava a abrigar 40 a 190 presos. Enquanto uns dormiam no piso gelado, outros esperavam sua vez, de pé. Os presos que saíam de lá mal conseguindo andar eram apelidados de "borboletas". Isto poderia durar meses até o preso ser liberado num primeiro "pente fino" ou, como era mais comum, transferido à carceragem. Dali, após mais alguns meses os presos seguiam na "viúva alegre", um carro aberto com toldo e bancos, para os prédios da Casa de Detenção e da Correção, e dali a uma série de outros cárceres, como as ilhas da baía de Guanabara.
O 4.° delegado auxiliar tinha autoridade para controlar o movimento dos presos políticos, incluindo o desterro para longe capital federal. O Fundo Artur Bernardes contém cinco listas deste tipo datadas de 1925. Por exemplo, a "Relação dos indesejáveis que foram recolhidos hoje a bordo do [navio-prisão] Caxambu e podem ser embarcados para fora desta capital", de 6 de junho de 1925, tem 26 nomes com diversas qualificações: ladrões, vadios e gatunos. A maioria dos detidos nas listas são pelos crimes de roubo e vadiagem. Até 8 de maio, conforme outro documento, 401 pessoas foram removidas do Distrito Federal.
Casos de morte e tortura dos detentos políticos na capital foram denunciados em 1925 pelos senadores Muniz Sodré e Barbosa Lima, com base em cartas das vítimas. O caso Conrado Niemeyer foi divulgado pela polícia em 1925 como o suicídio de um comerciante detido na 4.ª Delegacia por suspeita de fornecer dinamite aos tenentistas. Um novo inquérito aberto em 1927 trouxe testemunhos de que Niemeyer havia sido atirado da janela. A repercussão do processo atraiu multidões aos depoimentos. O relatório de 1932 insiste que os presos foram alojados em "duas salas nesta Delegacia, preparadas com todo o conforto", e nos presídios, "o acolhimento dispensado aos que por eles transitam foram sempre os melhores".

## Alvos

### Movimento operário
De 1924 a 1926, a Seção de Ordem Social acompanhou os possíveis focos de reorganização do movimento operário, associações, greves e comícios. A 4.ª Delegacia procurava também informar-se de ligações entre anarquistas e tenentistas. Poucas greves foram relatadas na capital federal nesse período. Os documentos frequentemente enfatizam a inflexibilidade dos patrões no atendimento às demandas. Em 7 de março de 1924, o professor, filólogo e envolvido na insurreição anarquista de 1918, José Oiticica, foi vigiado numa visita à nova sede da construção civil, onde teria dito que "ali podia-se falar bem alto porque os cachorros policiais nada escutavam". Em 10 ou 11 de março, um investigador morreu numa briga de estivadores com operários da Ilha do Viana.
Em maio de 1926, o delegado Bandeira de Mello avaliou que "as corporações militares se mostram calmas", enquanto "os operários se agitam, instigados pelos comunistas, incansáveis na propagação das suas idéias já com organização que abrange vários estados". Um relatório datado de 25 de junho de 1926 dá um panorama dos operários na capital, dividindo por setor mais de cem mil operários e enumerando a carga de trabalho em dias da semana das fábricas. O investigador notou que a Seção de Ordem Social tinha um arquivo com informações de todas e policiava todas as assembleias e reuniões. Ele concluiu que a situação dos operários é de "grosso modo, satisfatória", mas conforme um comentário escrito à mão no documento, "o operariado está apenas intimidado. Sente-se observado e teme a intervenção policial".
Em 1932 os policiais registraram "poucos casos de perturbação da ordem, todos sem o caráter violento ou alarmante que era de esperar"; "a pendência que havia entre os empregados, representados pelo Centro dos Operarios da Light e Companhias Associadas e essas empresas deu origem a tentativas de greve geral dos mesmos trabalhadores, em abril e maio de 1932, o que felizmente pôde ser obstado em começo". A 4.ª Delegacia efetuou 287 prisões vinculadas à questão social, a um ritmo constante ao longo do ano.

### Conspirações tenentistas

#### Revolta Paulista
Militares do Exército e políticos da Reação Republicana aparecem como alvos constantes dos investigadores em 1924. Nos meses antes da Revolta Paulista, os militares conspiradores foram monitorados por agentes da 4.ª Delegacia, que mantinham o presidente informado. O governo só não sabia  da data, local e extensão completa do movimento. Em 3 de março, um documento assinado pelo major Carlos Reis alertava que vários tenentes escapavam à noite dos quartéis onde estavam detidos para conspirar com civis. O investigador denominado "36" encontrou os tenentistas Siqueira Campos e Araújo Goés em Buenos Aires. Em 28 de abril de 1924, apresentando-se como viajante da Casa Colombo, conseguiu que os dois investigados dessem sua opinião sobre o processo na Justiça federal contra os revoltosos.
Em 11 de março de 1924 o ex-deputado Lemgruber Filho, simpatizante da revolta de 1922, encontrou-se com oficiais no Café Papagaio, onde declarou que "estavam a espera do caso da Bahia que deixaria o governo tonto",  "e no caso do Distrito Federal era que devia ser resolvido a grande aspiração do povo na deposição do governo e que agora partiria do povo com adesões da parte possante do Exército". Isto condiz com o documento "Tentativas de sublevação da ordem", de 19 de junho, segundo o qual um movimento havia sido planejado para o Rio e na Bahia em 29 de março, cinco dias após o resultado das eleições baianas. O movimento teria tido grande apoio, incluindo na Aviação Naval. O documento "Reservado", produzido após a revolta de 5 de julho, também menciona um plano de levante em 29 de março, mas situado em São Paulo. Uma carta de Juarez Távora confirma que havia planos para uma revolta em março, antes que houvesse intervenção federal na Bahia. Por outro lado, os conspiradores não pretendiam iniciar a revolta na capital, justamente por causa do estado de sítio e da vigilância policial.
Em abril de 1924 o governo foi informado de uma conspiração civil-militar chefiada pelo general reformado Isidoro Dias Lopes para derrubar o presidente. O movimento tinha pouco apoio na guarnição da capital, e portanto, procurou partidários entre os militares em São Paulo, Mato Grosso, Paraná e Minas Gerais. O major Bertoldo Klinger seria chefe do estado-maior em São Paulo. J. J. Seabra, governador da Bahia, havia enviado recursos a São Paulo. O tenente Heitor Mendes prometia recrutar três mil homens no Paraguai. Após o levante militar nos estados, o anarquista José Oiticica usaria o movimento operário para distrair a guarnição da capital. Anarquistas enviados por Oiticica assassinariam Artur Bernardes num atentado com granadas de mão em Petrópolis. O documento não tem autoria e não informa a data do levante, mas vários de seus aspectos condizem com a revolta ocorrida em São Paulo em 5 de julho.
Iniciada a revolta, a 4.ª Delegacia prendeu os responsáveis pelo anúncio de liquidação de estoque da antiga Casa Indiana no jornal O Paiz. A coluna anunciava a promoção com a frase "Revolução no Rio", o que foi entendido pela polícia como mensagem cifrada dos conspiradores.

#### Articulações posteriores
Na Marinha, uma conspiração encabeçada pelo capitão de mar e guerra Protógenes Guimarães foi infiltrada pela polícia. O agente José Soares de Mesquita conseguiu por um tempo a confiança dos dirigentes. Na madrugada de 20 de outubro, véspera do levante planejado, a polícia capturou Protógenes num bar. Oficiais e dezenas de civis foram presos nas suas casas ou a caminho do cais do Arsenal de Marinha. Logo no dia seguinte a reputação do governo foi arranhada pela explosão de duas bombas, uma na embaixada da Argentina e outra no gabinete do general Tertuliano Potiguara na Vila Militar. Ao longo do mandato de Bernardes, a imprensa divulgou vários outros atentados a bomba descobertos pela polícia. Passado o mandato, O Globo acusou a 4.ª Delegacia de colocar ela mesma a maioria das bombas de forma a justificar a repressão.
Em novembro um representante do chefe de Polícia esteve no Rio Grande do Sul para acompanhar um novo levante. Em 15 de novembro a polícia, informada por um denunciante anônimo, invadiu de madrugada a casa do major Martim Gouveia Feijó, na rua Cabuçu n.° 58, Lins de Vasconcelos. Ali eles prenderam um grupo de conspiradores e apreenderam 17 bombas de dinamite, 150 refletores, um automóvel, um boné de oficial aviador e o talabarte do tenente Adalberto Lima. Pessoas que bateram à porta na madrugada foram também detidas. Segundo a investigação, eles fariam parte de um levante militar marcado para o dia 24.
Políticos gaúchos passaram a figurar nos relatórios de ocorrências diárias, mas o foco permaneceu em São Paulo e no Rio de Janeiro. Conforme o relatório de 26-27 de novembro, "na Praça da Bandeira – bonde da linha Andaraí – Leopoldo, em que viajava o deputado Luzardo, embarcaram 4 sargentos do Exército, um dos quais falou ao deputado a quem disse: "estamos firmes", tendo o Sr. Luzardo dito: "Rua Paraíba nº 36"". Os relatórios também mencionavam a esposa do general Isidoro e a família de Eduardo Gomes. A preocupação era com novas tentativas de golpe.
No Ano Novo de 1925, o major Carlos Reis liderou pessoalmente a invasão ao número 54 da rua do Beco, onde prendeu ainda na cama o capitão do Exército Leopoldo Nery da Fonseca. Preso desde a revolta de 1922 e foragido do Hospital Central do Exército desde novembro, ele vivia na clandestinidade, exibindo um vasto bigode, costeletas e óculos escuros. Os policiais apreenderam revólveres calibre 38, duas caixas de cartuchos de metralhadora, milhares de cartuchos de fuzil Mauser e documentos sobre um levante planejado para a capital federal. O capitão seria o cabeça do movimento, que atacaria o Ministério da Guerra e outros pontos do centro e usaria a PM para estrangular a guarnição da Vila Militar. Os ataques contariam com a participação de populares e automóveis armados de metralhadoras. Um grande número de autoridades civis e militares seria preso. A conspiração foi desmantelada graças ao alerta do DOPS de São Paulo.
Em 5 de janeiro de 1925, um depoimento denunciava uma revolta que iniciaria em Goiás e Mato Grosso. Em 1.° de fevereiro a 4.ª Delegacia informava o chefe da Polícia das atividades da polícia paulista, que havia desbaratado um plano para liberar presos políticos em São Paulo. No dia 12, outro documento registrou que a atividade conspiratória na capital e São Paulo intensificava-se. Em 28 de março, uma nota policial noticiava um plano de revolta simultânea do Exército, Marinha, Polícia Militar e Corpo de Bombeiros da capital federal. O ministro da Guerra, chefe de Polícia e 4.° delegado auxiliar seriam assassinados. O levante seria chefiado pelo coronel Valdomiro Lima, que estava preso, e teria seu comando em Niterói, empregando armas compradas em São Paulo, Santos, Rio de Janeiro e Campos.
Em junho de 1925, uma nota reservada adiantava que os revoltosos planejavam um movimento para o mês seguinte: atentados no Rio de Janeiro em 1.° de julho, um movimento iniciado pelo povo de São Paulo em 2–5 de julho e uma invasão ao estado de São Paulo por rebeldes de Mato Grosso e Goiás no dia 4. Desde 1922, a data de cinco de julho deixava as autoridades em alerta. Explosões no prédio do Senado Federal e na Praia do Flamengo chegaram a ser registradas no Rio em 3 e 4 de julho. No dia 18, o delegado auxiliar comandou à distância uma operação para prender o capitão do Exército e conspirador tenentista Cristóvão Barcelos. Os conspiradores revidaram a tiros a invasão à sua casa, na rua Flack, Riachuelo, ferindo três agentes e escapando.
Rubem Nelson Pacheco, funcionário da Estrada de Ferro Central do Brasil, depôs em 20 de janeiro de 1926 sobre ter guardado dinamites e cartuchos de guerra para um movimento revolucionário. Em 16 de março, quando em visita a São Paulo para efetuar uma prisão, o 4.° delegado tomou outro preso, o milionário e fazendeiro paranaense Napoleão Poeta de Siqueira. Conforme a 4.ª Delegacia, ele havia comprado bombas e hospedado na sua fazenda o general Odílio Bacellar. O número de conspirações revolucionárias registradas pela polícia diminui muito em 1926. A Coluna Relâmpago e a saída da Coluna Prestes ao exílio marcam o fim desse período de campanhas militares tenentistas. Ao início do governo Washington Luís, o estado de sítio foi encerrado.
Apesar de sua vigilância de toda a atividade da imprensa, os investigadores da 4.ª Delegacia não conseguiram capturar os reponsáveis pelo jornal clandestino 5 de Julho, que fazia panfletagem pró-tenentista no Rio de Janeiro. Organizado pelo gráfico anarquista Antônio Bernardo Canelas, ele tinha apenas cinco ou seis jornalistas na sua redação, quase todos do Correio da Manhã. Nuna Bartlett James, diretora de uma associação espírita no Méier, distribuía o jornal, que foi publicado quinzenalmente por anos.

### Revolução Constitucionalista
O ano de 1932 foi politicamente tenso, e desde o início a 4.ª Delegacia monitorou os "elementos pró Constituinte". A maior prioridade eram as conspirações contra o Governo Provisório de Getúlio Vargas, que culminariam no movimento armado constitucionalista em julho. Conforme um telegrama de Vargas, os conspiradores, "desesperançados conseguir revolta ou adesão tropas federais esta capital derivaram sua atividade para a prática de atentados pessoais contra membros do governo". Até mesmo Adolfo Bergamini, ex-interventor no Distrito Federal, foi vigiado na sua casa. Agentes monitoraram os embarques, desembarques e acessos rodoviários a São Paulo e Minas Gerais.  De fevereiro a junho, 26 indivíduos foram presos por motivos políticos na capital federal. Ao final de maio, os oposicionistas intensificaram sua atividade após a morte dos M.M.D.C. em São Paulo, e em resposta, a polícia estabeleceu a censura telefônica entre o Rio e São Paulo e deteve alguns políticos da Primeira República.
Iniciada a guerra civil em julho, o governo tomou cuidado de não retirar muitas forças militares da capital, temendo uma emergência, e viu a 4.ª Delegacia como essencial para evitar distúrbios políticos na sua sede de poder. O capitão Dulcídio do Espírito Santo Cardoso foi nomeado 4.° delegado interino. Os inimigos do Governo Provisório eram conspiradores, propagandistas, disseminadores de boatos e notícias negativas e manifestantes. Os propagandistas distribuíam boletins e operavam estações clandestinas de rádio. O dr. Francisco Pereira Pinto, do serviço de rádio da Chefia de Polícia, mandou circular pela cidade um automóvel com um aparelho receptor. Desta forma, a polícia determinou que o sinal mais forte partia do Alto da Boa Vista e das ruas Marquês de São Vicente e Voluntários da Pátria. Policiais enviados ao local apreenderam listas de pessoas envolvidas e alguns aparelhos de rádio.
O trabalho policial foi intenso, os presos, numerosos, e mesmo assim não foi possível suprimir toda atividade oposicionista. Segundo o jornal clandestino Nove de Julho, "uma simples denúncia, uma simples suspeita, um simples capricho de qualquer beleguim policial bastam para que se realizem diligências e buscas ruidosas, à luz do dia ou no silêncio da noite alta, em estabelecimentos comerciais ou residências familiares prendendo-se a torto e a direito quem quer que incorra em desconfiança mesmo a mais infundada". Esses presos incluíam jornalistas, militares de alta patente, e figuras da elite política nacional. No total foram 1 846 pessoas: 1 247 civis, 503 militares do Exército, 30 da Marinha, 10 da Polícia Militar e 56 das polícias estaduais. Em dezembro, apenas 57 permaneciam presos, a maioria oficiais do Exército. O Governo Provisório venceu a guerra, devendo a garantia da segurança na sua capital em grande parte à 4.ª Delegacia.